# Szczepan Sadurski
Szczepan Piotr Sadurski, född 1965 i Lublin, är en polsk satiriker, karikatyrtecknare, journalist och ordförande i "Det goda humörets parti". 
Sadurski studerade i Lublin vid ett gymnasium med estetisk inriktning (1985). Han har publicerat drygt 5 000 teckningar i 200 tidskrifter och vunnit flera priser, bland annat tidskriften "Szpilkis" pris "Złota Szpilka [Guldnĺlen] ’86" för årets bästa teckning. Han är grundare av Det goda humörets och satirens förlag "Superpress" (1991) och chefredaktör för tidskriften "Dobry Humor" (Gott humör). Han är också initiativtagare och ordförande i "Det goda humörets parti" som är ett informellt, internationellt nätverk som samlar människor som gillar att skratta. Partiet har drygt 3 000 medlemmar i Polen och andra delar av världen. Sadurski ligger även bakom satirsajten sadurski.com. Han är jurymedlem i flera kabaré- och satirtävlingar i Polen, Turkiet och Sverige. Szczepan Sadurski är bosatt i Warszawa.